# ماریو توبینو

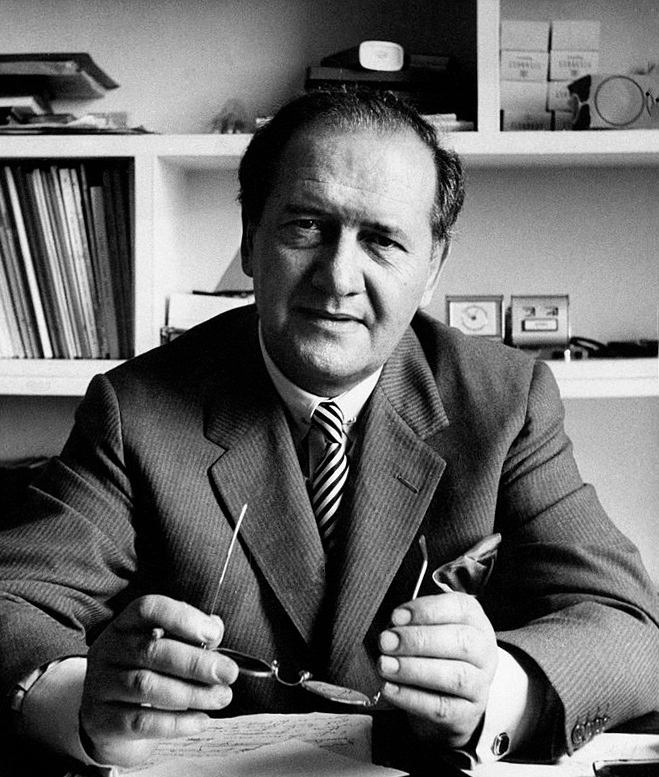

ماریو توبینو (ایتالیایی: Mario Tobino)، یک شاعر، نویسنده و روان‌پزشک اهل ایتالیا بود

## زندگی‌نامه
در ۱۶ ژانویه ۱۹۱۰ در ویارجو، استان لوکا در توسکانی به دنیا آمد. توبینو نویسنده‌ای پرکار بود که ابتدا حرفه خود را با شعر آغاز کرد اما به مرور مجذوب نثر شد. توبینو را عموماً به خاطر رمان‌هایش می‌شناسند. آثار او بیشتر متاثر از زندگی شخصی خودش است و غالباً زمینه‌های اجتماعی و روانی دارد.
در سال ۱۹۳۶ از دانشگاه بولونیا مدرک پزشکی گرفت. سپس تخصص خود را در رشته نورولوژی و روان‌پزشکی به پایان رساند. توبینو همه عمرش را در زادگاهش زیست و در مراکز روان درمانی مختلفی کار کرد که مهم‌ترین‌شان مرکز روانی ماجیانو (Maggiano) بود، جایی که توبینو از ۱۹۴۲ تا ۱۹۸۰ به درمان بیمارها مشغول بود.
ماریو توبینو در آغاز راه داستان‌نویسی خود هنر ادبیات را با علم روان‌پزشکی در آمیخت و با این ترکیب داستان‌هایی منحصر به فرد با شخصیت‌های به شدت ملهم از آدم‌های واقعی خلق کرد.
توبینو به ویژه در دو رمان «زنان آزاد ماجیانو» (Le libere donne di Magliano) چاپ ۱۹۵۳ در فلورانس، و «در راه‌پله‌های باستانی» (Per le antiche scale) منتشر شده در میلان به سال ۱۹۷۲، بیش از آن که به جنبه‌های خشک و علمی مباحث روان پریشی بپردازد، جنون را در قالبی ملموس و ادبی توصیف می‌کند و با این شیوه بدیع موفق به ایجاد تحولی چشم‌گیر در نگاه و آگاهی عمومی خواننده از بیماری‌های روانی و مشکلات ناشی از آن می‌شود.
وی در سال ۱۹۶۲ برنده جایزه استرگا شد.
توبینو در ۱۱ دسامبر ۱۹۹۱ در سن هشتادو یک سالگی در آگریجنتو، جزیره سیسیل جایی که به عنوان مهمان در مراسم جایزه پیراندلو حضور پیدا کرده بود، چشم از جهان فرو بست.
داستان «چکوی دلقک» توسط فیروزه مهاجر به فارسی ترجمه شده است.
از فیلم‌هایی که وی در ساخته‌شده آن‌ها نقش داشته است، می‌توان به در زیر پلکان باستانی اشاره نمود.